# Stoffel Botha

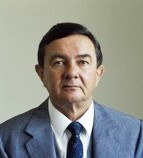
Stoffel Botha

Stoffel Botha (Standerton, 1929 – Howick, 18 april 1998) was een Zuid-Afrikaanse politicus. Hij was van 1985 tot en met 1989 minister van Binnenlandse Zaken.
Voor zijn politieke loopbaan, studeerde Botha rechten in Pretoria. In 1982 werd Stoffel administrator (lid van de uitvoerende macht van de provincie, en voorzitter van het provinciaal uitvoerend comité) van de provincie Natal. Toen in 1989 Frederik Willem de Klerk aan de macht kwam, stopte hij met zijn politieke loopbaan. Hij stierf in 1998.